# Uraeginthus ianthinogaster
El granadero oriental o granadero morado (Uraeginthus ianthinogaster) es una especie de ave paseriforme de la familia Estrildidae propia de África oriental.

## Descripción
Suelen medir alrededor de 13,3 cm de largo. Ambos sexos, durante toda la vida, tienen la cola negra y los adultos el pico rojo. Los machos poseen la cabeza de color rojizo, mientras que su cuello y las manchas alrededor de sus ojos son de color azul. Sus cuartos traseros son azules al igual que su barriga que adquiere un tono morado. Las hembras son más pequeñas, de color marrón canela con manchas blancas en su pecho mientras que sus ojos están rodeados por círculos de color azul plateado. Los jóvenes son más parecidos a las hembras, aunque algo más marrones, y con un pico marrón rojizo. Su filogenia fue obtenida por el español Antonio Arnaiz-Villena et al.

## Hábitat y distribución
Se le puede encontrar en zonas bajas y secas de matorrales tropicales y subtropicales, en países como Etiopía, Kenia, Somalia, Sudán del Sur, Tanzania y Uganda. Se le considera una especie no amenazada por la IUCN.

## Subespecies
Uraeginthus ianthinogaster posee cinco subespecies reconocidas:
- Uraeginthus ianthinogaster hawkeri.
- Uraeginthus ianthinogaster ianthinogaster.
- Uraeginthus ianthinogaster roosevelti.
- Uraeginthus ianthinogaster rothschildi.
- Uraeginthus ianthinogaster ugandae.